# Невзоров, Александр Серафимович
Александр Серафимович Невзоров (1861—1936) — русский юрист и общественный деятель.

## Биография
Родился 12 (24) августа 1861года в слободе Каминской Челябинского уезда Оренбургской губернии в семье священника, впоследствии протоиерея.
Учился в Челябинском духовном училище и Уфимской духовной семинарии, окончив в которой четыре общеобразовательных класса поступил по экзамену в 1880 году в Демидовский юридический лицей.
В 1884 году, по окончании лицея был удостоен 26 мая звания действительного студента, а спустя четыре дня, ввиду наличия высших оценок по всем предметам лицейского курса и предоставления сочинения «Развод в его всемирно-историческом развитии», получил степень кандидата юридических наук. Был оставлен при лицее для приготовления к профессорскому званию по кафедре всеобщей истории права, а с 8 марта 1885 года — по кафедре гражданского права, с направлением в Московский университет, где занимался под руководством профессоров Н. П. Боголепова, Ю. С. Гамбарова, Н. И. Нерсесова.
В феврале 1888 года был назначен бухгалтером и казначеем Демидовского лицея, а 7 ноября 1889 года — учителем Вятской школы. В том же, 1889 году, получил степень магистра гражданского права в Московском университете.
В мае 1890 года был назначен приват-доцентом в Новороссийского университета, но с 12 августа того же года — и. д. доцента Дерптского университета; в 1894—1918 годах — исправляющий должность экстраординарного профессора кафедры торгового права Юрьевского университета. С августа 1892 по февраль 1893 года был также преподавателем русского языка в Юрьевском реальном училище. В 1913—1915 годах редактировал журнал «Юридические известия» (Юрьев).
С 1891 года состоял членом правления Русской публичной библиотеки. Невзоров содействовал открытию в Юрьеве приюта для сирот (11.01.1891); в 1892 году по его инициативе были организованы первые публичные лекции русских профессоров; 29 января 1895 года им была открыта женская воскресная школа, за учреждение и содержание которой был получен диплом III-го; 8 ноября 1898 года разряда на Нижегородской выставке 1896 года; 8 ноября 1898 года при его участии была открыта комитетская студенческая столовая.
В 1918 году в составе преподавателей Юрьевского университета был эвакуирован в Воронеж, где был членом Комитета по устройству университета в Воронеже, профессором факультета общественных наук Воронежского университета, в 1919—1920 годах — и.о. декана факультета общественных наук, в 1921 году исполнял обязанности ректора университета.
В 1920-х годах работал также консультантом Воронежского губкоммунотдела. В 1924 году вышел на пенсию. 
Умер в 1936 году в Воронеже.